# Greg Oden
Gregory Wayne Oden, Jr. (Buffalo, Nueva York, 22 de enero de 1988) es un exjugador de baloncesto estadounidense que disputó 3 temporadas en la NBA. Mide 2,13 y jugaba en la posición de pívot.
Fue número uno del draft de 2007, pero los problemas en sus rodillas interrumpieron de forma constante su carrera, pues de sus siete temporadas en la NBA cuatro de ellas las pasó completamente en blanco, sin disputar ningún partido (en Portland Trail Blazers la 1.ª temporada -que habría sido la de su debut- no jugó, al igual que en la 4ª, la 5ª y la 6ª), en su 2ª temporada pudo jugar en 61 partidos, en la 3ª solo los primeros 21 encuentros (tras lesionarse nuevamente y de forma grave la otra rodilla al poco de iniciar el curso), y en la 7ª temporada en Miami Heat únicamente jugó 23 partidos, pero disputando la final de la NBA de la temporada 2013-14 contra los San Antonio Spurs, en la que Oden jugó 3 partidos durante aquellos playoffs, pero dos de éstos durante la final, aunque no obtuvieron el campeonato al perder de forma arrolladora frente a los Spurs por 4-1.

## Trayectoria deportiva

### Universidad
Oden jugó su único año universitario con los Buckeyes de la Universidad de Ohio State. Se perdió el comienzo de la temporada debido a una lesión en los ligamentos de su muñeca, de la que tuvo que ser operado. Debutó ante Valparaíso el 2 de diciembre de 2006, saliendo desde el banquillo y anotando 14 puntos, capturando 10 rebotes y poniendo 5 tapones. Acabó la temporada regular promediando 15,5 puntos, 9,7 rebotes y 3,5 tapones por partido. Tras su gran temporada, fue elegido en el mejor quinteto de la Big Ten Conference. Llevó a su equipo a la final de la NCAA, no sin antes haber conseguido un tapón en el último segundo que les dio la victoria en octavos de final ante Tennessee, para después ganar en posteriores rondas a Memphis y Georgetown, perdiendo la final ante la Universidad de Florida tras conseguir 25 puntos, 12 rebotes y 4 tapones.
El 26 de marzo de 2007 fue elegido All-American para Associated Press. Junto con Kevin Durant, fueron los primeros novatos universitarios elegidos para tal honor desde 1990.

#### Estadísticas
| Año     | Equipo     | PJ | PT | MPP  | %TC  | %3P | %TL  | RPP | APP | ROB | TPP | PPP  |
| ------- | ---------- | -- | -- | ---- | ---- | --- | ---- | --- | --- | --- | --- | ---- |
| 2006–07 | Ohio State | 32 | 31 | 28.9 | .616 | —   | .628 | 9.6 | .7  | .6  | 3.3 | 15.7 |

### Profesional

#### Portland Trail Blazers

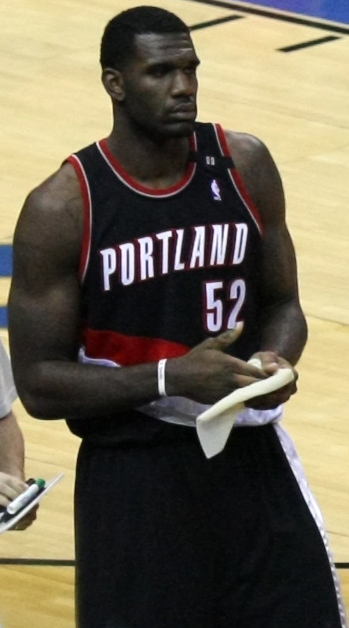
Oden con Portland Trail Blazers en 2009.

Fue elegido en el Draft de la NBA de 2007 en la primera posición por Portland Trail Blazers, equipo con el que iba a disputar la temporada 2007-08 pero una lesión sufrida durante la pretemporada requirió de una intervención quirúrgica de cierta importancia, lo dejó fuera durante toda la temporada.
Durante la temporada 2008-09 pudo jugar 61 partidos, aunque vivió una temporada de altibajos, donde a pesar de haber firmado unos números muy modestos dio muestras de una destreza defensiva innata y de muy buenos movimientos en el poste. Aunque de forma alternante, Oden ha mostrado ser muy veloz para un hombre de su estatura y peso, y sobre todo, ha mostrado una habilidad sobresaliente para los tapones.
Pero más allá de las estadísticas, en Portland se han abierto muchas dudas respecto a la fortaleza mental de Oden; se rumorea en los círculos de la liga, que Oden es demasiado perfeccionista y que las malas noches tienden a afectarlo más de lo normal; aunque de cierta forma esta situación es comprensible dada la gran presión que ha vivido Oden desde el instituto, desde donde se le ha colgado el cartel de futuro super-estrella, no dejan de ser preocupantes los grandes bajones anímicos vividos a lo largo de la temporada.
Tras unos promedios de 9,4 puntos, 7,3 rebotes y 1,4 tapones por encuentro en 82 partidos en cinco años (lo que suma en total una única temporada completa en activo), el 16 de marzo de 2012 fue cortado finalmente tras cinco temporadas por el equipo de Portland. Dos meses después, en mayo de 2012, Oden anunció su intención de no participar en la temporada 2012-13 para centrarse en rehabilitar sus lesiones.

#### Miami Heat
El 2 de agosto de 2013, Greg Oden anunció que firmaba un contrato con los Miami Heat por una temporada por el mínimo salarial en la NBA. El 15 de enero de 2014, hizo su debut en partido oficial desde diciembre de 2009, contra los Washington Wizards, anotando 6 puntos en 8 minutos. El 23 de febrero fue titular ante Chicago Bulls, y luego disputó varios encuentros de playoffs.

#### Jiangsu Dragons
El 26 de agosto de 2015, firma por un año y $1,2 millones con los Jiangsu Dragons de la Chinese Basketball Association. El 1 de febrero de 2016, se desvinculó del equipo, habiendo promediado 13 puntos, 12,6 rebotes y 2 tapones en los 25 encuentros que disputó.

### Retirada
El 12 de abril de 2016, fichó por los Ohio State Buckeyes para ser el director estudiantil del equipo mientras regresaba a terminar su carrera en la universidad.
En julio de 2018, jugar como reserva en el Scarlet & Gray, un equipo del estado de Ohio, que compite en el The Basketball Tournament 2018, un torneo veraniego con $2 millones de premio.
El 21 de noviembre de 2019, la empresa Edyoucore Sports & Entertainment anunció la contratación de Oden como asesor deportivo.

## Estadísticas de su carrera en la NBA

### Temporada regular
| Año     | Equipo   | PJ  | PT | MPP  | %TC  | %3P | %TL  | RPP | APP | ROB | TPP | PPP  |
| ------- | -------- | --- | -- | ---- | ---- | --- | ---- | --- | --- | --- | --- | ---- |
| 2008–09 | Portland | 61  | 39 | 21.5 | .564 | —   | .637 | 7.0 | .5  | .4  | 1.1 | 8.9  |
| 2009–10 | Portland | 21  | 21 | 23.9 | .605 | —   | .766 | 8.5 | .9  | .4  | 2.3 | 11.1 |
| 2013–14 | Miami    | 23  | 6  | 9.2  | .551 | —   | .565 | 2.3 | .0  | .3  | .6  | 2.9  |
| Total   | Total    | 105 | 66 | 19.3 | .574 | —   | .658 | 6.2 | .5  | .4  | 1.2 | 8.0  |

### Playoffs
| Año   | Equipo   | PJ | PT | MPP  | %TC  | %3P | %TL  | RPP | APP | ROB | TPP | PPP |
| ----- | -------- | -- | -- | ---- | ---- | --- | ---- | --- | --- | --- | --- | --- |
| 2009  | Portland | 6  | 0  | 16.0 | .524 | —   | .667 | 4.3 | .0  | .3  | .8  | 5.0 |
| 2014  | Miami    | 3  | 0  | 2.3  | .000 | —   | —    | .3  | .3  | .3  | .0  | .0  |
| Total | Total    | 9  | 0  | 11.4 | .524 | —   | .667 | 3.0 | .1  | .3  | .6  | 3.3 |

## Vida personal
El 11 de agosto de 2014, fue acusado por agresión, por golpear a su exnovia en la cara tres días antes en Lawrence (Indiana). En febrero de 2015, se declaró culpable de agresión por pequeñas lesiones, y los otros tres cargos fueron retirados. Fue puesto en libertad condicional y se le ordenó pagar una multa y asistir a terapia.
Se graduó en industria deportiva en 2019.
Greg y su mujer tienen un hijo.

## Logros y reconocimientos
- Naismith Prep Player of the Year Award (2006)
- McDonald's All-American Team (2006)
- Pete Newell Big Man Award (2007)
- 1.er Equipo All-American (2007)